# 7332 Ponrepo
7332 Ponrepo è un asteroide della fascia principale. Scoperto nel 1986, presenta un'orbita caratterizzata da un semiasse maggiore pari a 2,2193430 UA e da un'eccentricità di 0,0665455, inclinata di 5,72558° rispetto all'eclittica.